# كلو أومالي
كلو أومالي هي ممثلة كندية، ولدت في 16 نوفمبر 2001 في أوتاوا في كندا.

## وصلات خارجية
- كلو أومالي على موقع IMDb (الإنجليزية)